# Armesto
Armesto és una parròquia consagrada a Sant Romà pertanyent al municipi de Becerreá, província de Lugo.
Segons el padró municipal de 2004 la parròquia d'Armesto tenia 58 habitants (32 homes i 26 dones), distribuïts en 2 entitats de població (o lugares), el que pressuposà un augment en relació al padró de l'any 1999 quan hi havia 57 habitants. Segons l'IGE, el 2014 la seva població va caure fins a les 39 persones (24 homes i 15 dones).

## Llocs
- Armesto
- Sancido